# Anoderm
Das Anoderm, auch als Analschleimhaut, Analkanalhaut oder Analhaut bezeichnet, ist eine mit zahlreichen Nervenenden versehene Schleimhaut im unteren Abschnitt des Analkanals (Canalis analis). Das Anoderm ist ein Bestandteil des Kontinenzorgans.

## Anatomie und Funktion

Schematische Darstellung des Kontinenzorgans eines Gesunden mit geöffnetem Schließmuskel. Das Anoderm befindet sich unterhalb der Linea dentata im Analkanal

Das Anoderm besteht vor allem aus mehrschichtigen unverhornten Plattenepithelzellen. Im distalen (unteren) Bereich, wo es der Luft ausgesetzt ist, finden sich auch verhornte Plattenepithelzellen. Es ist frei von Hautanhangsgebilden (Adnexen) wie beispielsweise Haaren oder Drüsenschläuchen. Das Anoderm ist ektodermalen Ursprungs und hat eine Länge von etwa 40 mm. Die Linea dentata, die obere Begrenzungslinie des Anoderms, ist hier die Grenzlinie zwischen Ektoderm und Entoderm. Die untere Grenzlinie des Anoderms ist die Linea anocutanea. Dahinter beginnt die Perianalhaut, die aus mehrschichtig verhornten Plattenepithelzellen besteht und bei den meisten Menschen stärker pigmentiert ist (siehe auch: Anal bleaching). Das fest mit dem Musculus sphincter ani internus verbundene Anoderm ist dagegen fast weiß, weshalb dieser Bereich auch Zona alba genannt wird.
Durch die Innervation mit sensiblen Nervenfasern kann ein gesunder Mensch zwischen Darmgasen, Flüssigkeit und festem Stuhl unterscheiden und so die Konsistenz der Fäzes einschätzen.

## Erkrankungen
Das Anoderm ist der Ausgangspunkt einer Reihe von proktologischen Erkrankungen. Beispielsweise sind 75 % aller Analkarzinome Plattenepithelkarzinome. Die Schmerzen, die eine Analfissur hervorruft, werden durch das Einreißen des Anoderms verursacht.